# David Soukup
David Soukup (* 4. října 1971 Praha) je český podnikatel a politik, od roku 2019 předseda Rady České tiskové kanceláře, v letech 2018 až 2022 zastupitel městské části Praha 3, člen hnutí ANO 2011.

## Život
Od 90. let 20. století se pohybuje v mediálním světě, začínal v soukromém rádiu Rio. Působil v deníku Prostor, přispíval do Reflexu, pracoval v Blesku, publicistice TV Nova, stál u zrodu deníku Super, obnovoval značku Mladého světa, kde také působil od roku 2002 rok jako šéfredaktor. Působil jako tiskový mluvčí, pracoval v marketingu a vytvářel mediální kampaně. Pořad Newsroom ČT24, který vysílá Česká televize, připomněl, že ve známost vešel v roce 2001 svou reportáží z válečného Kábulu v Afghánistánu pro bulvární deník Super, kde přitom vůbec nebyl. Sám Soukup od začátku tvrdil, že nikdy v Kábulu nebyl a umístila ho tam redakce deníku Super. Hájil se i tím, že v reportážích pro TV NOVA z Afghánistánu, které vysílal sám živě, se nikdy o Kábulu nezmínil. O tom, jak to tehdy doopravdy bylo, zdokumentoval i server Hlídací pes, který Soukupovu verzi ověřil. Rovněž později v pořadu Newsroom ČT24 následně odvysílal reportáž, kde se David Soukup tehdejší kauzu sám vysvětlil. Shodně jak tomu bylo i v roce 2003 pro  Britské listy.
V komunálních volbách v roce 2018 byl jako člen hnutí ANO 2011 zvolen zastupitelem městské části Praha 3. Jako své povolání uváděl „zakladatel start-upu“. V zastupitelstvu městské části navíc působil jako člen výboru pro dotační politiku a člen redakční rady Radničních novin. Ve volbách v roce 2022 již nekandidoval.
Dne 25. září 2019 byl v tajné volbě zvolen Poslaneckou sněmovnou PČR členem Rady České tiskové kanceláře. Nominovalo jej hnutí ANO 2011, získal 93 hlasů (ke zvolení bylo třeba 91 hlasů). V polovině prosince 2019 se stal předsedou Rady ČTK. Do funkce byl zvolen jednomyslně v tajné volbě, všemi přítomnými hlasy (nominanty v radě za ODS, Piráti, ČSSD, SPD).
V roce 2025 je kandidátem ANO ve volbách do Poslanecké sněmovny, figuruje na 9. místě jeho kandidátní listiny v Praze.
David Soukup žije v Praze, konkrétně v městské části Praha 3.